# Chama (Novo México)
Chama é uma vila localizada no estado americano de Novo México, no Condado de Rio Arriba.

## Demografia
Segundo o censo americano de 2000, a sua população era de 1199 habitantes.
Em 2006, foi estimada uma população de 1173, um decréscimo de 26 (-2.2%).

## Geografia
De acordo com o United States Census Bureau tem uma área de
6,6 km², dos quais 6,6 km² cobertos por terra e 0,0 km² cobertos por água. Chama localiza-se a aproximadamente 2528 m acima do nível do mar.

## Localidades na vizinhança
O diagrama seguinte representa as localidades num raio de 64 km ao redor de Chama.